# La Charme
La Charme – miejscowość i gmina we Francji, w regionie Burgundia-Franche-Comté, w departamencie Jura.
Według danych na rok 1990 gminę zamieszkiwało 37 osób, a gęstość zaludnienia wynosiła 10 osób/km² (wśród 1786 gmin Franche-Comté La Charme plasuje się na 706. miejscu pod względem liczby ludności, natomiast pod względem powierzchni na miejscu 908.).